# Nhà thờ Chúa Ba Ngôi ở Kežmarok
Nhà thờ Chúa Ba Ngôi ở Kežmarok (tiếng Slovakia: Kostol Najsvätejšej Trojice v Kežmarku), còn gọi là Nhà thờ khớp gỗ, là một nhà thờ tọa lạc ở thị trấn Kežmarok, vùng Prešov, Slovakia. Địa điểm này là một trong những di tích lâu đời nhất ở Kežmarok. Nhà thờ trở thành di tích văn hóa quốc gia từ năm 1985 và trở thành di tích của UNESCO từ năm 2008.
Trong quá trình xây dựng nhà thờ, không vật liệu kim loại nào được sử dụng. Phần đá duy nhất trong nhà thờ là phòng thờ. Lần sửa chữa nhà thờ gần đây nhất kéo dài từ năm 1991 đến năm 1996.

## Lịch sử
- 1682 - Ủy ban hoàng gia xác định vị trí xây dựng nhà thờ ở phía sau bức tường thành
- 1687 - trong một lá thư đề ngày 24 tháng 5, Bá tước Štefan Csáky ra lệnh cho cư dân thị trấn Kežmarok ngay lập tức bắt đầu xây dựng một nhà thờ theo quyết định của Ủy ban hoàng gia
- 1717 - Lễ thánh hiến nhà thờ được cử hành bằng cả tiếng Đức và tiếng Slovakia
- 1892 - Ngôi thánh đường này được xếp vào danh sách các di tích được nhà nước bảo vệ
- 1967 - Bảo tàng ở Kežmarok tiếp quản nhà thờ
- 1985 - Nhà thờ được công nhận là một di tích văn hóa quốc gia
- 2008 - Nhà thờ được ghi danh vào Danh sách Di sản Thế giới của UNESCO vào ngày 7 tháng 7